# Vereinigung für Stotternde und Angehörige
Die Vereinigung für Stotternde und Angehörige (VERSTA) ist ein Verein der Selbsthilfe für Menschen mit Redeflussstörungen, insbesondere dem Stottern, und versteht sich zugleich als schweizweite Interessenvertretung stotternder Menschen in der Schweiz. Sie ist die einzige Organisation der Schweiz, die vom Bundesamt für Sozialversicherungen als Dachorganisation für Sprachstörungen anerkannt ist und deren Tätigkeit über einen Leistungsvertrag gemäss Art. 74 IVG mit der Finanzhilfe zur Förderung der Invalidenhilfe staatlich gefördert wird.
Die Geschäftsstelle der VERSTA befindet sich in Langnau am Albis.

## Tätigkeit
VERSTA wendet sich an die etwa 80'000 Menschen, die in der Schweiz vom Stottern betroffen sind.
Der Verein bietet Informationen, langfristige Unterstützung und Begleitung von Betroffenen und Angehörigen, sowie Kurse an. Der ehemalige Geschäftsführer Beat Meichtry hat zusammen mit dem Stottertherapeuten und Entwickler der Naturmethode Erwin Richter (1911–2001) das Buch Die erweiterte Naturmethode: Ein Lehrgang zur Behandlung des Stotterns geschrieben. Seit 2020 führt Ferdi Michel die Geschäfte der VERSTA.
Weiterhin werden Selbsthilfegruppen in der gesamten Schweiz eingerichtet und von der Geschäftsstelle unterstützt und betreut.
Den Welttag des Stotterns (22. Oktober) nimmt der Verein regelmässig zum Anlass, über die Situation von Menschen mit Redeflussstörungen und ihren Angehörigen aufzuklären und zu informieren.
Der Verein vertreibt über seinen Shop schweizweit Literatur zum Thema und kooperiert zu diesem Zweck mit dem Demosthenes Verlag und der deutschen Bundesvereinigung Stottern & Selbsthilfe.

## Publikationen
- VERSTA-Info: Informationszeitschrift für Stotternde und andere am Thema Interessierte, 3–4 Ausgaben pro Jahr, ISSN 1423-3754
- Erwin Richter, Beat Meichtry (ehemaliger Geschäftsführer der VERSTA bis 2020): Die erweiterte Naturmethode: Ein Lehrgang zur Behandlung des Stotterns, 5. Aufl., 1997, Zürich (VERSTA-Verlag) ISBN 3-909086-05-5[10]